# Thelotrema demersum
Thelotrema demersum är en lavart som först beskrevs av Johannes Müller Argoviensis, och fick sitt nu gällande namn av G. Salisb. 1978. Thelotrema demersum ingår i släktet Thelotrema och familjen Thelotremataceae.   Inga underarter finns listade i Catalogue of Life.